# William Haley
William Haley KCMG (Jersey, Ilhas do Canal, 24 de maio de 1901 — Jersey, 6 de setembro de 1987) foi diretor-geral do sistema de televisão BBC entre 1944 a 1952.

## Carreira
Sir William John Haley foi um dos jornalistas mais importantes da Grã-Bretanha; em uma carreira de 47 anos, foi editor do Manchester Guardian e do Times de Londres, diretor da agência de notícias britânica BBC e Reuters e, brevemente, em 1967, Enciclopédia Britânica, em Chicago.
Sir William morreu em uma casa de repouso em Jersey. em 1987.